# Группа галактик M94
Группа галактик M94 (группа галактик Гончие Псы I, англ. Canes Venatici I Group) — рассеянная протяжённая группа галактик, расположенная на расстоянии около 13 млн световых лет от Солнца в созвездиях Гончих Псов и Волос Вероники. Эта группа галактик наряду с другими группами входит в Сверхскопление в Деве и является одной из ближайших групп галактик к Местной группе.
Хотя галактики в этой группе кажутся сформировавшимися из единой подобной облаку структуры, многие галактики в группе очень слабо гравитационно связаны друг с другом, а некоторые ещё не обладают устойчивыми орбитами вокруг центра группы. Большинство галактик группы, вероятно, участвуют в общем расширении по мере расширения Вселенной.

## Представители группы
В таблице ниже представлены галактики, принадлежность которых группе была надёжно установлена и указана в каталогах Nearby Galaxies Catalog, Lyons Groups of Galaxies (LGG) Catalog, и в трёх списках групп, созданных Giuricin и др.
| Название | Тип        | R.A. (J2000)  | Dec. (J2000) | Скорость удаления (км/с) | Видимая звёздная величина |
| -------- | ---------- | ------------- | ------------ | ------------------------ | ------------------------- |
| IC 3687  | IAB(s)m    | 12ч 42м 15.1с | +38° 30′ 12″ | 354 ± 1                  | 13.7                      |
| IC 4182  | SA(s)m     | 13ч 05м 49.5с | +37° 36′ 18″ | 321 ± 1                  | 13.0                      |
| M94      | (R)SA(r)ab | 12ч 50м 53.0с | +41° 07′ 14″ | 308 ± 1                  | 9.0                       |
| NGC 4144 | SAB(s)cd   | 12ч 09м 58.6с | +46° 27′ 26″ | 265 ± 1                  | 12.1                      |
| NGC 4190 | Im pec     | 12ч 13м 44.8с | +36° 38′ 03″ | 228 ± 1                  | 13.4                      |
| NGC 4214 | IAB(s)m    | 12ч 15м 39.2с | +36° 19′ 37″ | 291 ± 3                  | 10.2                      |
| NGC 4244 | SA(s)cd    | 12ч 17м 29.6с | +37° 48′ 26″ | 244                      | 10.9                      |
| NGC 4395 | SA(s)m     | 12ч 25м 48.9с | +33° 32′ 48″ | 319 ± 1                  | 10.6                      |
| NGC 4449 | IBm        | 12ч 28м 11.9с | +44° 05′ 40″ | 207 ± 4                  | 10.0                      |
| UGC 6817 | Im         | 11ч 50м 53.0с | +38° 52′ 49″ | 242 ± 1                  | 13.4                      |
| UGC 7559 | IBm        | 12ч 27м 05.2с | +37° 08′ 33″ | 218 ± 5                  | 14.2                      |
| UGC 7577 | Im         | 12ч 27м 40.9с | +43° 29′ 44″ | 195                      | 12.8                      |
| UGC 7698 | Im         | 12ч 32м 54.4с | +31° 32′ 28″ | 331 ± 1                  | 13.0                      |
| UGC 8320 | IBm        | 13ч 14м 27.9с | +45° 55′ 09″ | 192 ± 1                  | 12.7                      |

Также NGC 4105 и DDO 169 часто, но не с полной уверенностью относят к данной группе.
Самая яркая галактика группы надёжно не определена и во многом зависит от того, какой используется метод для анализа. В каталоге LGG галактика M106 считается принадлежащей группе, тогда это наиболее яркая галактика группы. Однако в других каталогах M106 не причисляют к группе M94, в таком случае ярчайшей галактикой будет M94.

## Облако Гончих Псов
Группу галактик M94 иногда ошибочно называют облаком Гончих Псов (Canes Venatici Cloud), являющимся более крупной структурой, содержащей группу M94. Облако галактик представляет собой подструктуру сверхскопления галактик. Облако CVn, определённое таким образом, упоминается Талли и де Вокулёром.